# Zwischenring

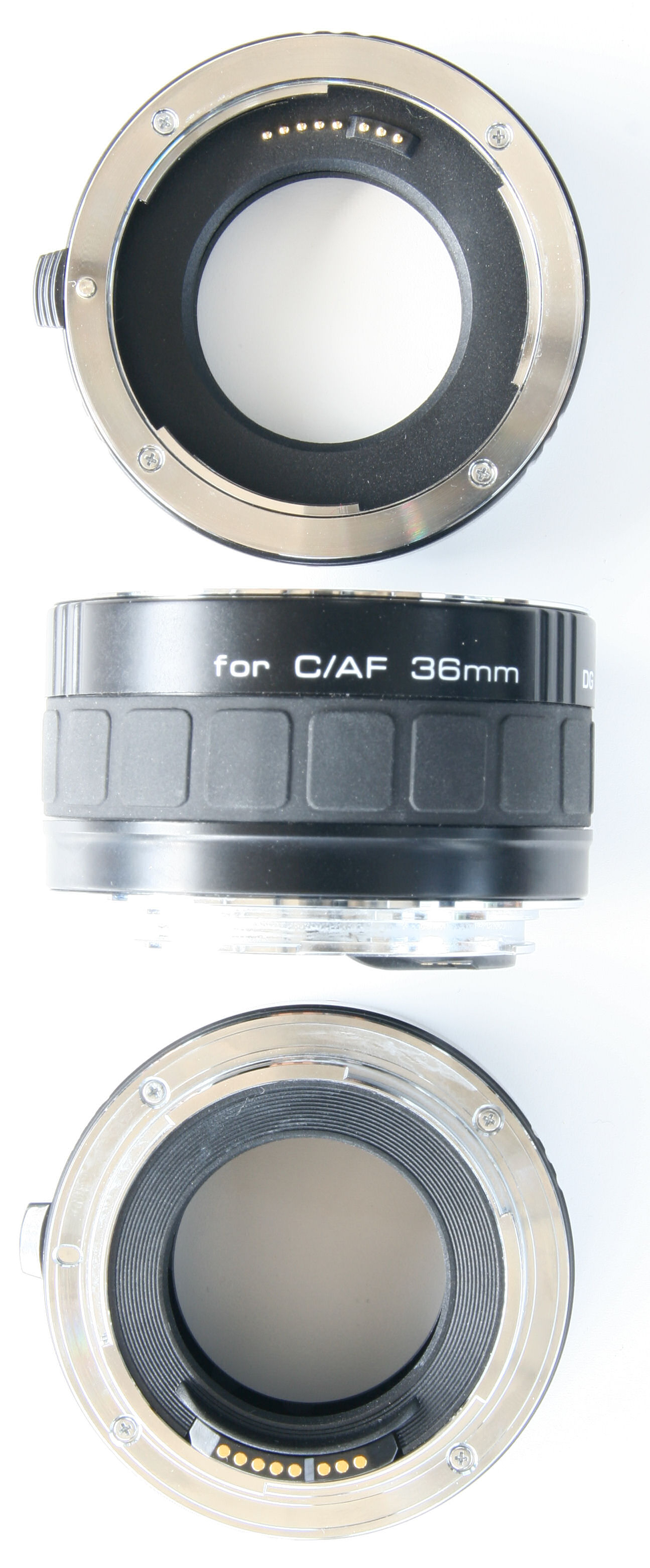
Zwischenringe in verschiedenen Längen (12, 20, 36 mm) mit Canon-Bajonett

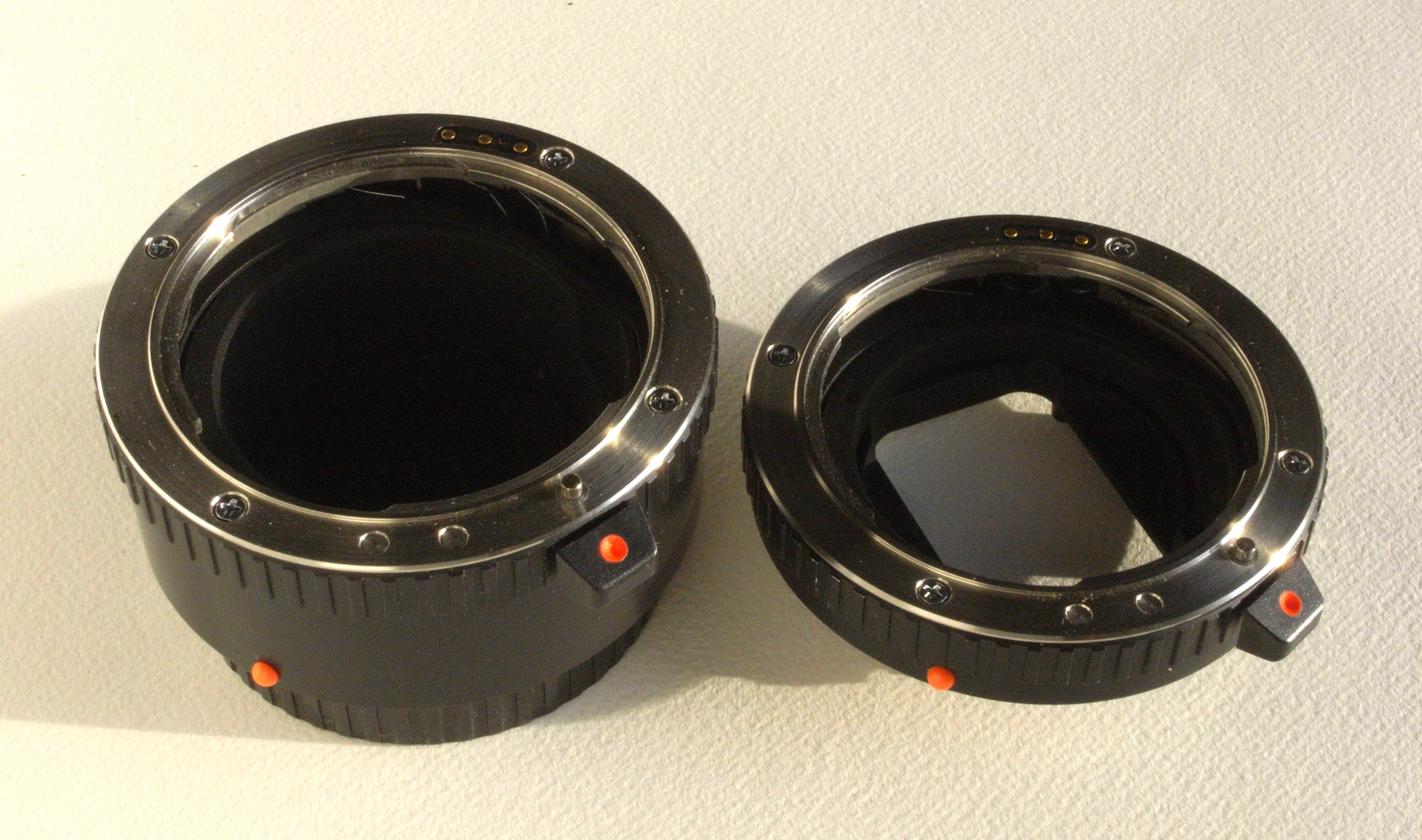
Zwischenringe der Praktica-B-Baureihe

Zwischenringe werden bei Kameras mit Wechselobjektiven, wie zum Beispiel Systemkameras, zwischen das Objektiv und das Kameragehäuse eingesetzt. Dies dient wie bei Balgengeräten zur Vergrößerung der Bildweite, um einen größeren Abbildungsmaßstab für den Nahbereich zu erhalten.

## Optische Wirkung
Zwischenringe verlängern ohne optische Linsen die Bildweite zwischen der bildseitigen Hauptebene des Objektivs und der Bildebene (Film in analogen Kameras oder Sensor in Digitalkameras). Dadurch wird erreicht, dass die Objektweite zum Motiv verringert werden kann, und der Abbildungsmaßstab sich somit vergrößert. So werden Makroaufnahmen mit herkömmlichen Objektiven möglich.

### Vor- und Nachteile
Vorteile:
- Die optische Abstimmung mit dem Objektiv ist nicht erforderlich; dessen optische Qualität bleibt weitgehend erhalten.
- Der mechanische Aufbau ist einfacher und kostengünstiger. Es werden lediglich Anforderungen an Koaxialität und Steifigkeit gestellt.
- Da der Zwischenring an den Anschluss der Kamera eingesetzt wird, ist er nur von deren Anschlussmaßen abhängig und kann so mit verschiedenen Objektiven kombiniert werden. Im Gegensatz hierzu müssen beispielsweise Nahlinsen jeweils zum Objektiv passen.

Nachteile:
- Der Belichtungswert sinkt. Bei einem Abbildungsmaßstab von 1:2 sinkt er um gut eine Blendenstufe, es muss also etwas mehr als doppelt so lange belichtet werden, um während der Aufnahme die gleiche Lichtmenge zu sammeln, und bei einem Abbildungsmaßstab von 1:1 sinkt er sogar um zwei Blendenstufen.[1] Dieser Effekt tritt bei vielen Makroobjektiven auch auf. Unter Umständen bekommt der Autofokus-Sensor der Kamera dadurch zu wenig Licht, um korrekt funktionieren zu können.
- Es ist nicht möglich, weiter entfernte Objekte mit eingesetzten Zwischenringen scharf abzubilden.
- Spezialisierte Makroobjektive sind für gute Abbildung im Nahbereich besser korrigiert.
- Da Normalobjektive meist für längere Distanzen gut korrigiert sind, ist bei Überschreiten des Abbildungsmaßstabes 1:1 (Bild größer als Objekt) oft die Retrostellung des Objektives sinnvoll, um eine gute Abbildungs-Qualität zu erhalten. Ein Retroring mit Filtergewinde und Bajonett wird hierfür benötigt.

Zu einer Verringerung der Schärfentiefe kommt es nur in Verbindung mit der Vergrößerung des Abbildungsmaßstabs. Dies ist nicht anders als bei spezialisierten Makroobjektiven.
Zur Erweiterung der Brennweite eines Objektivs sind stattdessen Telekonverter notwendig, zur Verkürzung der Naheinstellgrenze eine Nahlinse.
Zwischenringe existieren in verschiedenen Größen. Deren Verlängerung  wird in Millimetern angegeben; sie bezeichnet die zusätzliche Entfernung zwischen Objektiv und Bildebene, die durch Einsatz des Zwischenrings entsteht. Bei Objektiven mit kurzen Brennweiten können nur entsprechend kurze Zwischenringe eingesetzt werden, da der Brennweitenbereich zwischen unendlich und der Naheinstellgrenze über die Fokussierung (Fokusring am Objektiv) begrenzt ist. Zu lange Zwischenringe bei kurzen Objektivbrennweiten können dazu führen, dass mit dem vorgegebenen Verstellbereich kein Bild mehr scharfgestellt werden kann.
Zwischenringe können meist auch problemlos zu mehreren aneinandergereiht werden für größere Bildweiten und Abbildungsmaßstäbe. Jedoch sinkt mit jeder Verlängerung der Belichtungswert. Ohnehin empfiehlt es sich oft, bei Makroaufnahmen ein Stativ einzusetzen.

### Technik
Zwischenringe enthalten meist keinerlei optische Elemente. Im optischen Sinne handelt es sich lediglich um lichtdichte Rohre, deren Innenfläche das auftreffende Licht möglichst vollständig absorbiert, damit weder von außerhalb noch von innerhalb Falschlicht in die Abbildung gelangen kann.
Je nach Kameramodell können Zwischenringe die elektrischen und mechanischen Anschlüsse zwischen Objektiv und Kameragehäuse herstellen, damit zum Beispiel Blende und Autofokus weiterhin funktionsfähig bleiben. Dabei können auch Daten vom Objektiv an das Kameragehäuse übertragen werden, wie beispielsweise die eingestellte Blendenzahl oder bei Zoom-Objektiven die eingestellte Brennweite. 
Es gab vereinzelt auch Telekonverter zur Brennweitenverlängerung, deren optische Elemente mittels eines inneren Bajonetts entriegelt und entfernt werden konnten, und auf diese Weise alternativ auch ein Zwischenring bereitstand.

### Berechnung
Für Zwischenringe gelten folgende Berechnungsformeln:
Der Abbildungsmaßstab gibt an, wie groß das Bild auf dem Sensor im Vergleich zum Objekt ist:
{\displaystyle m={\frac {B}{G}}}
G = Größe des Gegenstands
B = Größe des Abbilds
m = Maßstab der Abbildung; m = 1 bedeutet, dass Bild und Gegenstand gleich groß sind.
b = Breite des Zwischenrings
f = Brennweite des Objektivs
Die Aufnahmedistanz d zwischen Bildebene (Film/Sensor) und Gegenstand berechnet sich nach folgender Formel:
{\displaystyle d=(b+f)\cdot {\frac {(1+m)}{m}}=(b+f)\cdot (1+{\frac {G}{B}})}
Wichtig: Wenn nur die maximale Aufnahmedistanz bestimmt werden soll, also das Objektiv auf unendlich gestellt ist, kann B durch b und G durch f ersetzt werden! Bei Objektiven mit Auszug kann der Abbildungsmaßstab ermittelt werden, in dem die Auszugsdistanz zum Zwischenring hinzuaddiert wird. Beispiel: Ein spezielles 135-mm-Objektiv möge ohne Zwischenring auf 900 mm scharfgestellt werden können. Dabei erzielt es bereits einen Auszug von zirka 30 mm. Wenn dieses Objektiv jetzt auf den Zwischenring gesetzt wird, kann man die Aufnahmedistanz und den Abbildungsmaßstab für den Zwischenring mit nah-eingestelltem Objektiv mit obiger Formel einfach errechnen, indem man diesen Objektivauszug zur Breite b des Zwischenringes addiert.